# きしたかののブタピエロ
『きしたかののブタピエロ』は、TBSラジオで放送しているラジオ番組。
お笑いコンビのきしたかの（岸 大将、高野 正成）がパーソナリティを務める。

## 概要
ポッドキャスト番組「N93」で総合１位を獲得し地上波放送が決定。

## 放送時間
- 毎週土曜日（金曜深夜）27:00 - 27:30（2025年3月まで）
- 毎週水曜日23:30 - 24:00（2025年4月から）

## コーナー

### キシタク
キムタクのパロディキャラであるキシタクのカッコいい一言に中居正広のパロディキャラの中居正成がツッコミを入れるコーナー。
「ぶっちゃけ俺、○○だぜ」というフォーマットでメールを読み上げる。放送回により、新しい地図メンバーのパロディキャラクターが登場する場合もある。
「サーカスナイトvol.1」でコーナーとしての最終回を行い、終了した。

### プレイバック・ブタピエロ
直近（一般的には前回・前々回）放送分のブタピエロでの高野の発言に別撮りした岸の発言を編集でつなげ、架空の会話を作成するコーナー。

### からかい上手のたけ岸さん
『からかい上手の高木さん』のパロディ。岸が扮するビートたけ岸に高野が翻弄される設定のコントコーナー。
このコーナーの終了後も、ビートたけ岸とその他芸能人や政治家のパロディキャラが絡んだ寸劇が番組における恒例となっている。

### JRA presents きしたかのの馬ピエロ
JRAとのタイアップコーナー。2024年11月 - 12月、2025年4月 - の期間で放送。
コンビのうちいずれかが競馬に造詣の深い亮太（シティホテル3号室）の予想に、その片割れはリスナーの直感やジンクスに基づいて馬券を購入し、競馬の魅力を知ることが目的のコーナー。

### 高野正成のなんてったって芸人魂
高野が芸人魂を見せていた瞬間をリスナーに紹介してもらうコーナー。

### 矢沢正成のロケンローナイト
矢沢永吉のパロディキャラである矢沢正成がロックだと思うであろうもの、逆にロックでないが故に矢沢正成が嫌いであろうものをそれぞれ予想して送ってもらうコーナー。

### 天龍岸一郎の...棺桶が近いな
岸が天龍源一郎に肥満体を心底心配され、天龍らしからぬしゃがれていない声で「棺桶が近いな」と早死にをほのめかす発言をされた、という岸のエピソードトークを由来に始まったコーナー。上記の概要に沿い、天龍がはっきりと伝えたいと思っていることは何であるか、送ってもらうコーナー。

## ネット局
| 放送対象地域 | 放送局          | 放送時間           | 放送期間       | 備考   |
| ------------ | --------------- | ------------------ | -------------- | ------ |
| 関東広域圏   | TBSラジオ       | 水曜 23:30 - 24:00 | 2024年4月6日 - | 制作局 |
| 大分県       | 大分放送（OBS） | 土曜 20:30 - 21:00 | 2025年4月5日 - |        |

### 過去のネット局
| 放送対象地域 | 放送局            | 放送時間                     | 放送期間                     | 備考 |
| ------------ | ----------------- | ---------------------------- | ---------------------------- | ---- |
| 北海道       | 北海道放送（HBC） | 土曜 3:00 - 3:30（金曜深夜） | 2024年4月6日 - 2025年3月29日 |      |
| 中京広域圏   | CBCラジオ         | 土曜 3:00 - 3:30（金曜深夜） | 2024年4月6日 - 2025年3月29日 |      |
| 和歌山県     | 和歌山放送（WBS） | 土曜 3:00 - 3:30（金曜深夜） | 2024年4月6日 - 2025年3月29日 |      |
| 徳島県       | 四国放送（JRT）   | 土曜 3:00 - 3:30（金曜深夜） | 2024年4月6日 - 2025年3月29日 |      |
| 福岡県       | RKB毎日放送       | 土曜 3:00 - 3:30（金曜深夜） | 2024年4月6日 - 2025年3月29日 |      |

## イベント

### サーカスナイトvol.1
- 2025年1月31日、東京・草月ホール
- ゲスト：まるゆか（ゆめまなこ）、国崎和也（ランジャタイ）
- VTR出演：スギちゃん